# Carmen Amezcua
Carmen Amezcua (21 de marzo de 1962, Matamoros) es una novelista y actriz mexicana de televisión, cine y teatro. Es Licenciada en Ciencias Humanas por la Universidad del Claustro de Sor Juana. 
A finales de los años 70 trabajó para el periódico El Heraldo de México, hasta que en 1980, inicia su carrera como actriz en el Grupo Televisa. Ha publicado cuentos y poesías en el libro Reloj de Arena XIV. Además, fue presidenta de la Comisión Nacional de Fiscalización y Vigilancia de la Asociación Nacional de Actores y Oficial Mayor del mismo Sindicato entre 2004 y 2010.

## Filmografía

### Telenovelas
- Peregrina (2005-2006) - Productora Nathalie Lartilleaux
- Contra viento y marea (2005) - Productor Nicandro Díaz
- Carita de ángel (2000-2001) - Productor Nicandro Díaz
- Gotita de amor (1998) - Productor Nicandro Díaz[3]
- Amada enemiga (1997) - Productor Carlos Sotomayor
- Caminos cruzados (1994-1995) - Productor Herval Rossano
- Prisionera de amor (1994) - Productor Pedro Damián
- María Mercedes (1992) -  Productor Valentín Pimstein
- Carrusel de las Américas (1992) - Productor Valentín Pimstein
- Al filo de la muerte (1991) -  Productor Emilio Larrosa
- Simplemente María (1989) - Productor Valentín Pimstein
- Pobre señorita Limantour - (1986)  Productor Carla Estrada
- Cuna de lobos (1986) -  Productor Carlos Olmos
- Principessa (1985) -  Productor Valentín Pimstein
- Si, mi amor (1984) - Productor Guillermo Diazayas
- Cuando los hijos se van (1983) - Productor Silvia Pinal
- Vanessa (1982) - Productor Valentín Pimstein

### Películas
- Mujeres bravas (1998)  Dir. Fragoso-Heckart
- Viernes trágico (1990)   Dir. Raúl Araiza
- Fórmula 1  (1989)  Coproducción Franco-Canadiense
- Miss Caribe (1988)  Dir. Fernando Colomo Coproducción México-España

### Teatro
- El enfermo imaginario
- Cero y van tres
- Una vejez tranquila
- Don Juan Tenorio
- El taller del orfebre
- Vamos a contar mentiras
- Cuando los hijos no vienen
- Bodas de sangre
- Romeo y Julieta
- El avaro, entre otras.

### Conducción de programas
- Fantástico animal  (Canal 8 Televisa)
- Video Cosmos       (Canal 9 Televisa)
- En Cabina cultural (Canal 9 Televisa)

### Comedia
- Cachún cachún ra ra! (1982) Productor Luis de Llano
- Pobre Serafín  (1990-1991)   Productor Jorge Lozano Soriano

### Programas Unitarios
- Como dice el dicho (2013-)
- La rosa de Guadalupe varios (2009-2013)
- Mujer, casos de la vida real varios (1989-2006)
- La hora marcada varios (1983-1987)
- El Canal de las Américas varios  (1991-1992)

### Programas de Radio
- Casos reales con la mujer... Silvia Pinal. Productora: Silvia Pinal, XEW.